# Witali Wladimirowitsch Schkurlatow
Witali Wladimirowitsch Schkurlatow (russisch Виталий Владимирович Шкурлатов; englisch Vitaliy Shkurlatov; * 25. Mai 1979 in Wolgograd, RSFSR, Sowjetunion) ist ein ehemaliger russischer Leichtathlet, der sich auf den Weitsprung spezialisiert hat. Seinen größten Erfolg feierte er mit dem Gewinn der Bronzemedaille bei den Hallenweltmeisterschaften 2004 in Budapest.

## Sportliche Laufbahn
Erste internationale Erfahrungen sammelte Witali Schkurlatow im Jahr 1997, als er bei den Junioreneuropameisterschaften in Ljubljana mit einer Weite von 7,68 m den vierten Platz belegte. Im Jahr darauf belegte er bei den Juniorenweltmeisterschaften in Annecy mit 7,61 m den achten Platz und 1999 gewann er bei den U23-Europameisterschaften in Göteborg mit 8,02 m die Silbermedaille hinter dem Spanier Yago Lamela. 2000 gewann er bei den Halleneuropameisterschaften in Gent mit 8,10 m die Bronzemedaille hinter dem Bulgaren Petar Datschew und Bogdan Țăruș aus Rumänien. Im Jahr darauf belegte er bei den Hallenweltmeisterschaften in Lissabon mit 7,80 m den achten Platz und im Sommer gelangte er bei den Freiluftweltmeisterschaften im kanadischen Edmonton mit 7,61 m im Finale auf Rang zwölf. 2002 wurde er bei den Halleneuropameisterschaften in Wien mit 7,95 m Siebter und im Jahr darauf schied er bei den Weltmeisterschaften nahe Paris mit 7,85 m in der Qualifikationsrunde aus. 2004 gewann er bei den Hallenweltmeisterschaften in Budapest mit 8,28 m die Bronzemedaille hinter dem US-Amerikaner Savanté Stringfellow und James Beckford aus Jamaika. Im August erreichte er bei den Olympischen Sommerspielen in Athen das Finale und klassierte sich dort mit 8,04 m auf dem neunten Platz. Anschließend wurde er beim IAAF World Athletics Final in Monaco mit 7,60 m Achter. 2005 verpasste er bei den Halleneuropameisterschaften in Madrid mit 7,83 m den Finaleinzug und im August gelangte er bei den Weltmeisterschaften in Helsinki mit 7,88 m im Finale auf Rang zehn. Im Jahr darauf schied er bei den Hallenweltmeisterschaften in Moskau mit 7,54 m in der Vorrunde aus und 2014 beendete er dann seine aktive sportliche Karriere im Alter von 35 Jahren.
In den Jahren von 2003 bis 2005 sowie 2009 wurde Schkurlatow russischer Meister im Weitsprung im Freien sowie 2000 und 2002, 2004 und 2005 sowie 2007 und 2008 in der Halle.